# Стоунстрит, Эрик
Э́рик А́ллен Сто́унстрит (англ. Eric Allen Stonestreet; род. 9 сентября 1971, Канзас-Сити) — американский актёр кино и телевидения. Наиболее известен по роли Кэмерона Такера в телесериале «Американская семейка», за которую он получил две премии «Эмми» (2010, 2012)

## Биография
Эрик Стоунстрит родился 9 сентября 1971 года в Канзас-Сити, штат Канзас. В детстве хотел стать клоуном. Окончил Среднюю школу «Пайпер», а в 1996 году Канзасский государственный университет. Стоунстрит два года учился в актёрском тренировочном центре ''The Second City'', что в Чикаго, после чего переехал в Лос-Анджелес, где начал профессиональную актёрскую карьеру.
Первой ролью актёра в кино стала эпизодическая роль клерка Шэлдона в музыкальной трагикомедии Кэмерона Кроу «Почти знаменит» (2000). На телевидении же Стоунстрит впервые появился в 1999 году, исполнив роль Честера в телесериале «Дарма и Грег». После этого последовали роли в телесериалах «Малкольм в центре внимания» (2000), «Провиденс» (2002), «C.S.I.: Место преступления» (2001—2005), в последнем из которых Стоунстрит появился в 13 эпизодах.
Настоящую популярность актёру принёс телесериал канала ABC «Американская семейка» (2009), в котором Стоунстрит перевоплотился в гомосексуала Кэмерона Такера, удочерившего вместе с партнёром вьетнамского ребёнка. Сериал был крайне тепло принят мировыми критиками и получил множество премий и наград, начиная премией Гильдии киноактёров США и заканчивая «Эмми». Сам Стоунстрит получил статуэтку премии «Эмми» в 2010 году, опередив других пятерых номинантов, в том числе двух коллег по сериалу. Кроме того, за роль Кэмерона Такера, Стоунстрит был дважды номинирован на премию «Золотой глобус», но в обоих случаях проиграл Крису Колферу (2010) и Питеру Динклейджу (2011).

### Личная жизнь
Стоунстрит — гетеросексуал. Его партнёр по съёмочной площадке «Американской семейки» Джесси Тайлер Фергюсон даже в шутку называл его англ. gay-for-pay (мужчина-гетеросексуал, получающий деньги за перевоплощение в гея).
Стоунстрит — давний фанат хоккейного клуба «Лос-Анджелес Кингз».

## Фильмография
| Год       |    | Русское название                 | Оригинальное название          | Роль                              |
| --------- | -- | -------------------------------- | ------------------------------ | --------------------------------- |
| 1999      | с  | Дарма и Грег                     | Dharma & Greg                  | Честер                            |
| 2000      | с  | У меня есть секрет               | I've Got a Secret              | камео                             |
| 2000      | ф  | Почти знаменит                   | Almost Famous                  | клерк Шэлдон                      |
| 2000      | с  | Малкольм в центре внимания       | Malcolm in the Middle          | Фил                               |
| 2000      | с  | Нас пятеро                       | Party of Five                  | Ирв                               |
| 2000      | с  | Спин-Сити                        | Spin City                      | фотограф                          |
| 2000      | с  | Скорая помощь                    | ER                             | Уилли                             |
| 2001      | с  | Западное крыло                   | The West Wing                  | штатный сотрудник № 1             |
| 2002      | с  | Кролик Грег                      | Greg the Bunny                 | Уилсон; в титрах не указан        |
| 2002      | с  | Провиденс                        | Providence                     | Тед Стаут                         |
| 2002—2005 | с  | C.S.I.: Место преступления       | CSI: Crime Scene Investigation | Ронни Литр                        |
| 2003      | ф  | Ж.И.Р.                           | F.A.T.                         | Рейнджер                          |
| 2003      | ф  | Девочки есть девочки             | Girls Will Be Girls            | доктор Бенсон                     |
| 2003      | ф  | Улица боли                       | Street of Pain                 | Флойд                             |
| 2004      | ф  | Смирительная рубашка             | Straight-Jacket                | бригадир                          |
| 2005      | ф  | Саддам 17                        | Saddam 17                      | клерк                             |
| 2005      | ф  | Остров                           | The Island                     | водитель грузовика Эд             |
| 2005      | с  | Рядом с домом                    | Close to Home                  | офицер Эндрю Морган               |
| 2006      | ф  | 13 могил                         | 13 Graves                      | Эндрю Шнох                        |
| 2007      | ф  | Дрифтер                          | The Drifter                    | доставщик                         |
| 2007      | с  | Расследование Джордан            | Crossing Jordan                | Стив Андерман                     |
| 2007      | с  | Кости                            | Bones                          | полицейский                       |
| 2007      | мс | Американский папаша!             | American Dad!                  | озвучивание нескольких персонажей |
| 2008      | с  | Менталист                        | The Mentalist                  | Малкольм Боутрайт                 |
| 2008      | с  | Мёртвые до востребования         | Pushing Daisies                | Лео Бёрнс                         |
| 2008      | с  | Морская полиция: Спецотдел       | NCIS                           | Харви Эмс                         |
| 2008      | ф  | Ниндзя из группы поддержки       | Ninja Cheerleaders             | Биргут                            |
| 2008      | ф  | Вечеринка                        | American Crude                 | Фил                               |
| 2009      | ф  | Это будет больно                 | This Might Hurt                | Брэд Мэйнэрд                      |
| 2009      | с  | Детектив Монк                    | Monk                           | Бум Бум                           |
| 2009      | с  | Части тела                       | Nip/Tuck                       | Уэсли Кловис                      |
| 2009      | с  | Американская семейка             | Modern Family                  | Камерон Такер                     |
| 2010      | ф  | Отец против сына                 | Father vs. Son                 | Даг                               |
| 2011      | ф  | Очень плохая училка              | Bad Teacher                    | Кирк                              |
| 2011      | ф  | Маппеты                          | The Muppets                    | камео                             |
| 2011      | с  | Американская история ужасов      | American Horror Story          | Дерек                             |
| 2014      | ф  | Лофт                             | Loft                           | Марти Лэндри                      |
| 2013      | ф  | Поймай толстуху, если сможешь    | Identity Thief                 | Большой Чак                       |
| 2016      | тф | Слушание                         | Confirmation                   | Кеннет Дуберштайн                 |
| 2016      | мф | Тайная жизнь домашних животных   | The Secret Life of Pets        | Дюк                               |
| 2019      | мф | Тайная жизнь домашних животных 2 | The Secret Life of Pets 2      | Дюк                               |

## Награды и номинации

### «Американская семейка»
- 2010 — номинация на премию Ассоциации телекритиков США за выдающееся достижение в комедии.
- 2010 — премия «Эмми» за лучшую мужскую роль второго плана в комедийном телесериале.
- 2010 — номинация на премию Гильдии киноактёров США за лучший актёрский состав в комедийном телесериале.
- 2011 — номинация на премию «Золотой глобус» за лучшую мужскую роль второго плана в сериале, мини-сериале или телефильме.
- 2011 — номинация на премию «Эмми» за лучшую мужскую роль второго плана в комедийном телесериале.
- 2011 — премия Гильдии киноактёров США за лучший актёрский состав в комедийном телесериале.
- 2012 — номинация на премию «Золотой глобус» за лучшую мужскую роль второго плана в сериале, мини-сериале или телефильме.
- 2012 — 2 номинации на премию Гильдии киноактёров США: лучшая мужская роль в комедийном телесериале и лучший актёрский состав в комедийном телесериале (победа).
- 2012 — премия «Эмми» за лучшую мужскую роль второго плана в комедийном телесериале.
- 2013 — 2 номинации на премию Гильдии киноактёров США: лучшая мужская роль в комедийном телесериале и лучший актёрский состав в комедийном телесериале.
- 2013 — номинация на пермию «Золотой глобус» за лучшую мужскую роль второго плана в сериале, мини-сериале или телефильме.